# ميمة (دهلران)
ميمة (بالفارسية: میمه) هي مدينة تقع في إيران في Zarrinabad District. يقدر عدد سكانها بـ 2,277 نسمة .